# Шостак, Иван Владимирович
Ива́н Влади́мирович Шоста́к (4 сентября 1925, с. Маскивцы, Барышевский район Киевской области — 8 марта 2001, посёлок Черкизово Пушкинского района Московской области) — советский художник, мастер народного творчества Украины.

## Биография
Родился 4 сентября 1925 года на Киевщине в семье известного мастера украинской народной декоративной живописи Ганны Собачко-Шостак. С 1932 года жил с родителями в Черкизово. Учился в Черкизовской средней школе. В декабре 1942 года был призван Мытищинским РВК в армию. Воевал в составе Южного, 1-го Украинского, 3-го Белорусского фронтов. Освобождал Украину, Чехословакию. Закончил войну 14 мая 1945 года под Прагой. Демобилизован в декабре 1949 года.
После войны работал служащим в воинской части. 13 марта 1960 года в семье художника родился сын Владимир. После смерти матери в 1965 году продолжил её дело и традиции художественного творчества — стал художником. В своём творчестве он сохранил лучшие традиции украинской декоративной росписи. Иван Владимирович также писал картины, многие из которых были на военную тематику. В 1974 году Иван Владимирович Шостак — мастер народного творчества Украины был принят в Союз художников СССР. Вся его жизнь прошла в Черкизово. Умер 8 марта 2001 года. Похоронен на Черкизовском кладбище. Иван Владимирович был неоднократным участником многих международных выставок.

## Награды
Член Союза художников СССР, Золотая медаль на выставке «Киевщина».

## Мнения
- «Я преклоняюсь перед красотой солнечных цветов Ивана Шостака, который так умело и по-своему продолжает дело матери Ганны Собачко-Шостак. В его цветах жизни и душа нашего родного народа… Меня как народного художника увлекает творческий подвиг Ивана Шостака, который объединяет родителей и детей в нашем народном искусстве в бессмертии его традиций» (Анна Верес)